# Seleção Croata de Handebol Masculino
A seleção croata de handebol masculino é uma equipe europeia composta pelos melhores jogadores de handebol da Croácia. A equipe é mantida pela Federação Croata de Handebol (em croata, Hrvatski Rukometni Savez). Encontra-se na 10ª posição do ranking mundial da IHF.

## Títulos
- Jogos Olímpicos (2): 1996 e 2004
- Campeonato Mundial (1): 2003
- Jogos do Mediterrâneo (3): 1993, 1997 e 2001

## Elenco atual
Convocados para integrar a seleção croata de handebol masculino nos Jogos Olímpicos: